# Antonio Pérez Ortega
Antonio Pérez Ortega (Jaén, España, 19 de octubre de 2000), conocido deportivamente como Antonio, es un jugador de fútbol sala español, que juega de cierre en el FC Barcelona de Primera División.

## Carrera deportiva

### Clubes
Se incorpora a las categorías inferiores del Jaén FS en la categoría de cadete. En abril de 2019 con 18 años, debuta en Primera División. 
En verano de 2022, finaliza la vinculación con el equipo de su tierra y llega libre al FC Barcelona, dónde conquista sus primeros títulos a nivel de clubes. 

### Selección nacional
Ha sido internacional en las selecciones inferiores, con la sub-19, con la que conquistó la Eurocopa sub-19, y con la sub-21.
El 15 de noviembre de 2021 debuta con la selección absoluta en la victoria 3-0 contra Ucrania.

## Trayectoria profesional
| Club         | País   | Año       |
| ------------ | ------ | --------- |
| Jaén FS      | España | 2018-2022 |
| FC Barcelona | España | 2022-act. |

## Palmarés

### Campeonatos nacionales
| Título                 | Club         | País   | Año  |
| ---------------------- | ------------ | ------ | ---- |
| x1 Liga Española       | FC Barcelona | España | 2023 |
| x1 Copa del Rey        | FC Barcelona | España | 2023 |
| x1 Supercopa de España | FC Barcelona | España | 2023 |

### Campeonatos internacionales
| Título             | Selección | Sede    | Año  |
| ------------------ | --------- | ------- | ---- |
| x1 Eurocopa sub-19 | España    | Letonia | 2019 |